# Makakaho Falls
Die Makakaho Falls sind ein Wasserfall östlich der Ortschaft Makakaho Junction in der Region Taranaki auf der Nordinsel Neuseelands. Er liegt im Lauf des Makakaho Stream, der in westlicher Fließrichtung wenige Kilometer hinter dem Wasserfall in den Waitōtara River mündet. Seine Fallhöhe beträgt 12 Meter.
Der Wasserfall ist ab Makakaho Junction über die Makakaho Road erreichbar.